# Саркисов, Павел Джибраелович
Па́вел Джибрае́лович Сарки́сов (19 сентября 1932 года, Тифлис — 25 апреля 2012 года, Москва) — советский и российский химик, специалист в области физико-химии силикатных и тугоплавких материалов.

## Биография
В 1956 г. окончил факультет химической технологии силикатов Московского химико-технологического института имени Д. И. Менделеева (МХТИ). По окончании института работал технологом на Гусевском хрустальном заводе. С 1959 г. — аспирант МХТИ имени Д. И. Менделеева, в 1963 г. защитил диссертацию на соискание учёной степени кандидата технических наук, а в 1978 г. стал доктором технических наук.
Ректор (в 1985—2005 годах) и президент (с 2006 г.) РХТУ им. Д. И. Менделеева.
В 1990 г. избран членом-корреспондентом АН СССР, а в 1997 г. — действительным членом Российской академии наук. Председатель ВХО им. Д. И. Менделеева. Член Правления Российского Союза ректоров. Председатель совета президентов вузов. Член экспертной комиссии РСОШ по химии.
Похоронен на Троекуровском кладбище в Москве.

## Научная деятельность
Основные работы в области физической химии и технологии силикатных и тугоплавких материалов. Основатель нового направления в области вторичных продуктов различных производств, сформулировал основные принципы и закономерности направленной кристаллизации стеклообразных и стеклокристаллических материалов с заданными свойствами. Под его руководством созданы технологии целого ряда стеклокристаллических материалов строительного, декоративного и специального назначения, организовано промышленное производство шлакоситаллов, а также технических ситаллов для машиностроения, авиационной, ракетной и других областей техники.
Соавтор 700 научных трудов, в том числе десятков книг, изобретений, часть из которых запатентованы в 10 иностранных государствах. Им подготовлено около 70 кандидатов и докторов наук.

## Награды и премии
- Орден Трудового Красного Знамени (1986) [источник не указан 1087 дней]
- Орден «За заслуги перед Отечеством» IV степени (2003)[3]
- Орден Дружбы (1996)[4]
- Государственная премия Российской Федерации в области науки и технологий (2002)[источник не указан 1087 дней]
- премия Президента Российской Федерации в области образования[5] (за 2000 год)
- Премия Правительства Российской Федерации в области образования (2006)[6]
- Премия имени И. В. Гребенщикова РАН (2003) — за работу «Многофункциональные стёкла и стеклокристаллические материалы»

## Память
- 19 сентября 2017 г. в Менделеевском университете в Менделеев–холле состоялось открытие мемориальной доски в честь выдающегося учёного и организатора в области образования и науки, академика РАН П.Д. Саркисова[7].